# Quid non mortalia pectora coges, auri sacra fames

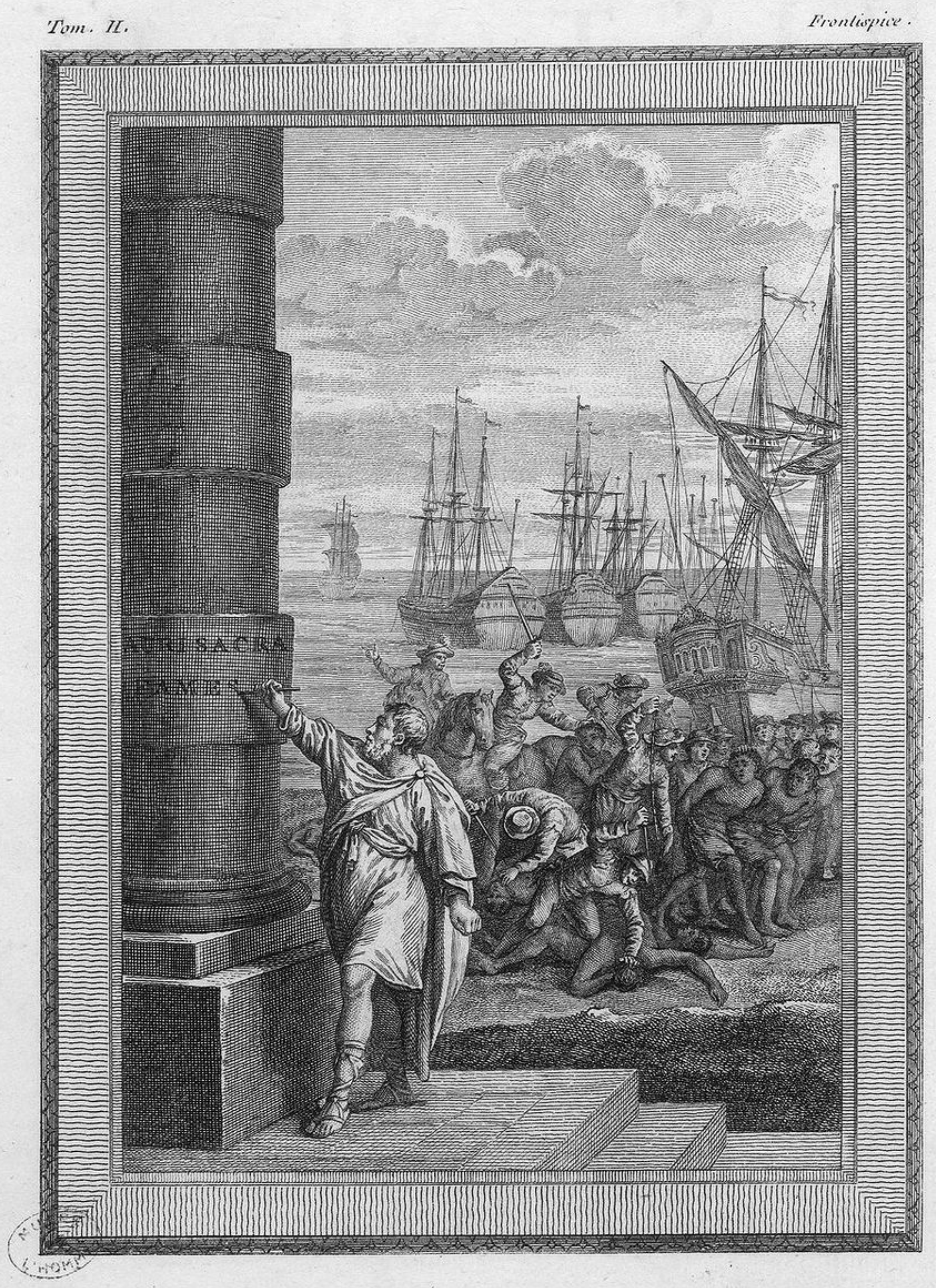
Un filosofo scrive su una colonna AURI SACRA FAMES. Sullo sfondo, vascelli spagnoli e portoghesi e massacro di indiani ridotti in schiavitù (illustrazione di Marillier su Guillaume Thomas Raynal, Storia filosofica e politica delle due Indie, vol. 2, 1775)

Quid non mortalia pectora cogis, auri sacra fames è una frase latina tratta dall'Eneide di Virgilio (Libro III, vv. 56-57), che significa: «a che cosa non spingi l'animo degli uomini, maledetta brama d'oro!».

## Fonti
Nel Libro III dell'Eneide Enea rievoca la scoperta della morte insepolta di Polidoro, figlio di Priamo e di Ecuba, che in occasione della guerra di Troia i genitori avevano affidato alla protezione di Polimestore, re dei Traci e loro parente; ma quest'ultimo, volgendo al peggio le sorti di Troia, fece uccidere Polidoro e si impossessò del tesoro di Priamo che il giovane portava con sé. Ecuba si sarebbe poi crudamente vendicata, attirando Polimestore in un tranello, accecandolo e uccidendone i due figli.
infelix Priamus furtim mandarat alendum

Threicio regi, cum iam diffideret armis

Dardaniae cingique urbem obsidione videret.

Ille, ut opes fractae Teucrum et Fortuna recessit,

res Agamemnonias victriciaque arma secutus

fas omne abrumpit: Polydorum obtruncat, et auro

vi potitur. Quid non mortalia pectora cogis,

auri sacra fames!»
(Virgilio, Eneide, Libro III, vv. 49-57.)

## Significato e tradizione
L'espressione ha evidente valore deprecativo nei confronti della cupidigia di ricchezze come vizio capitale dell'umanità e movente di azioni vili (di cui la vicenda di Polidoro ne ricorda gli effetti proditori e ferali), e con tale significato è spesso citata, soprattutto nella forma abbreviata Auri sacra fames.
Per comprendere correttamente l'espressione occorre però considerare che in latino l'aggettivo sacer, accanto al significato più diffuso equivalente all'italiano «sacro», può assumere anche il valore opposto di «esecrabile, maledetto», che è appunto quello che ha in questa frase.

### Dante e Stazio
Dante Alighieri, nel canto XXII del Purgatorio, traduce e reinterpreta il senso dell'espressione, immaginando che proprio quelle parole abbiano persuaso al pentimento il prodigo Stazio, poeta latino, che così si confessa rivolto a Virgilio:
quand'io intesi là dove tu chiame,

crucciato quasi a l'umana natura:
"Per che non reggi tu, o sacra fame

de l'oro, l’appetito de' mortali?"»
(Dante, Purgatorio, canto XXII, vv. 37-41.)
Ossia: «io compresi il mio peccato di prodigalità, e mi sono pentito, meditando quel passo dove tu (Virgilio) gridi (a gran voce), quasi corrucciato verso la corruzione degli uomini: "Perché, o giusta (santa, quando sei moderata) brama dell'oro, non freni, non guidi l'appetito dei mortali?"». Dante cioè si rammaricherebbe che gli uomini, fra le deviazioni opposte dell'avarizia e della prodigalità, non siano governati dalla virtù mediana, cioè da un desiderio di ricchezze moderato e quindi ammissibile e giusto. Questa lettura assume che Dante abbia consapevolmente assegnato al sacra virgiliano il significato comune, che conserva nell'italiano, e non quello di esecrando che ha nel testo di Virgilio.
La citazione dantesca rappresenta una delle innumerevoli riprese virgiliane con cui l'autore della Commedia poeta rende omaggio allusivamente al suo «maestro» e «autore».

## Errori e varianti
L'espressione ricorre occasionalmente sul web e in qualche libro nella forma Quod non mortalia pectora coges (si noti: quod anziché quid; coges anziché cogis). Questa variante, che presenta la forma errata del pronome interrogativo, viene arbitrariamente ricondotta a una presunta citazione di Seneca.
Tuttavia la forma con la sola variante coges (futuro semplice, rispetto al presente cogis) fa parte della tradizione virgiliana antica, ed è già attestata in Isidoro di Siviglia (560 circa - 636).